# Ezcároz

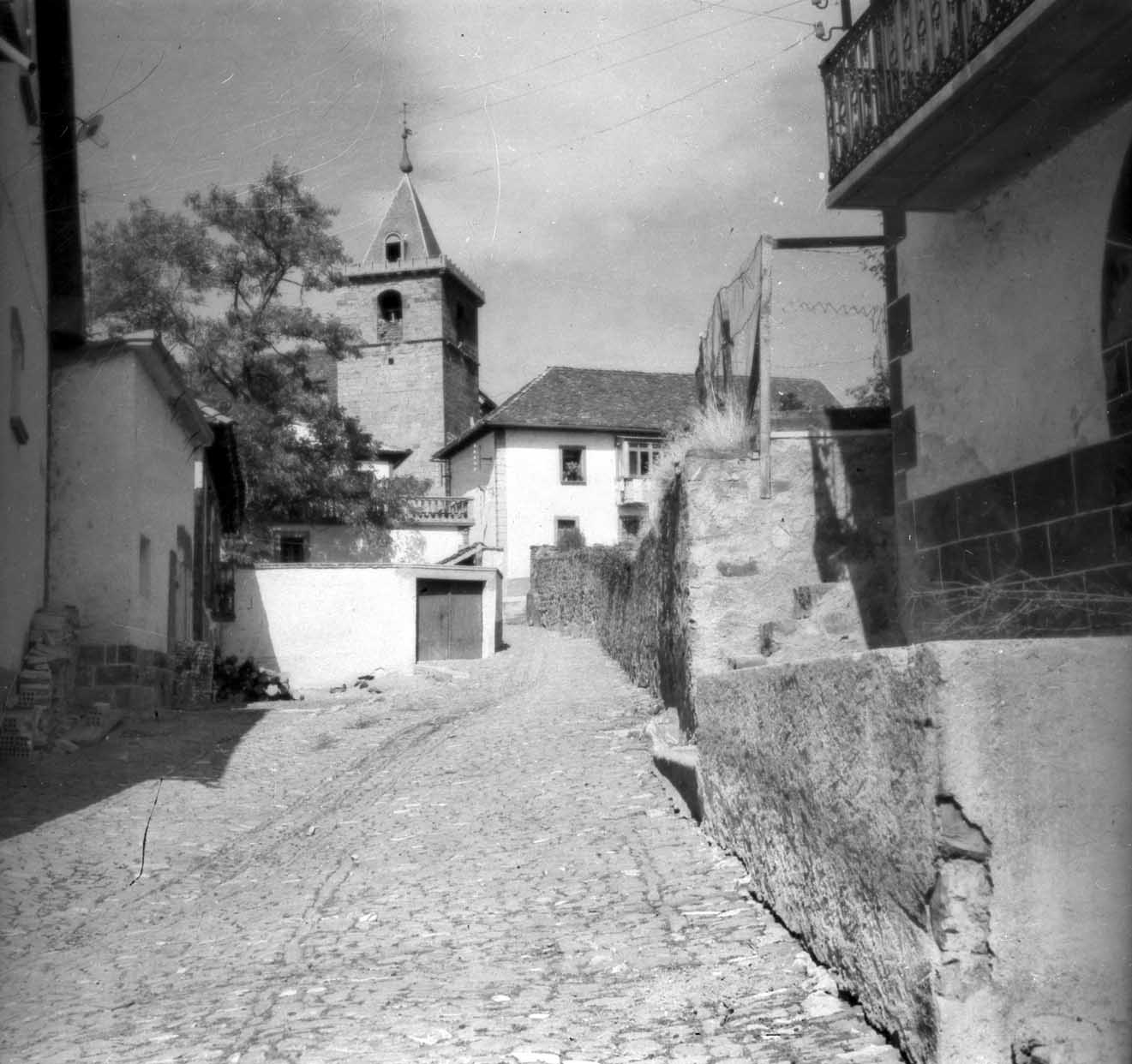
Foto de la iglesia tomada por Indalecio Ojanguren en junio de 1964

Ezcároz (cooficialmente en euskera: Ezkaroze) es un municipio de la Comunidad Foral de Navarra, situado en la Merindad de Sangüesa, en el valle de Salazar y a 84 km de la capital de la comunidad, Pamplona. Su población en 2024 fue de 304 habitantes (INE). 
Su gentilicio es ezkaroztarra, tanto en masculino como en femenino.

## Toponimia
Ezcároz pertenece a la serie de topónimos navarros que tienen una terminación en -oz. Julio Caro Baroja defendía que estos topónimos provenían de un nombre propio unido al sufijo -oz, que al igual que otros sufijos como -iz o -ez habrían surgido de la evolución del sufijo latino -icus. Este sufijo también habría dado origen a los patronímicos utilizados en los idiomas latinos de la península ibérica. Caro Baroja pensaba que el topónimo podía estar relacionado con el nombre Scaurus, Scatius o el apodo Scarus. Sin embargo los registros más antiguos del nombre de este municipio (siglo XI) lo mencionan como Escaloz, Escaloçe, Eschaloçe, lo que hace que otros filólogos como Ricardo Ciérbide piensen en un nombre propio de época galo-romana.
En la zona vasconavarra Julio Caro Baroja consideraba que los sufijos -oz, -ez e -iz aplicados a la toponimia indicaban que en la antigüedad el lugar había sido propiedad de la persona cuyo nombre aparecía unido al sufijo, pudiéndose remontar su origen desde la Edad Media hasta la época del Imperio romano.
En lo que respecta al nombre vasco de la localidad, Ezkaroze, este es el nombre que recibe en el dialecto local salacenco, mientras que en el vecino valle de Aézcoa se llamaba al pueblo Ezkaroz. Actualmente Ezkaroze es el nombre cooficial del municipio.

## Símbolos

### Escudo
El escudo de armas de la villa de Ezcároz, común a todo el Valle de Salazar tiene el siguiente blasón:

Trae de gules y un lobo de sable con las uñas doradas, que tiene atravesado en la boca un cordero de plata con los cuernos dorados.

Este escudo es el blasón privativo del valle de Salazar y al propio tiempo de cada uno de sus pueblos. Simboliza la naturaleza ganadera del valle y la necesidad de defender los animales de los ataques de los lobos.

## Geografía
La localidad de Ezcároz está situada en la parte Nordeste de la Comunidad Foral de Navarra, dentro de la región geográfica de la Montaña de Navarra (Valles Pirenaicos), la comarca geográfica de Valles Pirenáicos Orientales, la parte central del Valle de Salazar; y a una altitud de 742 m s. n. m.. Su término municipal tiene una superficie de 29,27 km² y limita al norte con el municipio de Ochagavía, al este con el de Uztárroz, al sur con el de Oronz y al oeste con el de Jaurrieta.
El término municipal -como sucede en varios de los municipios del Valle de Salazar (Oronz, Esparza  y Sarriés) tiene una forma alargada de este a oeste, atravesando en la zona central por el río Salazar, acompañado por la carretera  NA-178 (Lumbier-Ezcaroz) en su margen izquierda, aunque pasado el casco histórico de la villa, pasa a la otra margen. La villa original se sitúa en la margen izquierda, aunque en su desarrollo a lo largo del siglo XX se ha extendido al otro lado del río, siguiendo la carretera que se dirige a Ochagavía.
Dispone una orografía sinuosa y accidentada, aunque toda ella drena hacia el río Salazar. El punto más bajo del término municipal, donde el río Salazar alcanza la muga con Oronz está a una cota fe 725 m s. n. m., la cota más alta en las crestas orientales del municipio alcanza los 1.350 m s. n. m.
El término, a excepción de las zonas cercanas al río, está arbolado, con una gran parte de pino silvestre y hayedos, mientras que los robledales ocupan una menor extensión.

## Demografía
Ezcároz cuenta con una población de 304 habitantes (INE 2024).
| Gráfica de evolución demográfica de Ezcároz/Ezkaroze entre 1842 y 2021 |
| |
| Población de derecho según los censos de población del INE Población de hecho según los censos de población del INEEn estos censos se denominaba Escároz: 1842, 1857, 1860, 1877, 1887, 1897, 1900, 1910, 1920, 1930, 1940, 1950, 1960, 1970, 1981 y 1991 |

## Servicios

### Sanidad
Atención primaria
El municipio de Ezcároz pertenece al Área II de Salud de (Navarra Este) y la zona básica de salud del Valle de Salazar la cual comprende los municipios de: Navascués, Sarriés, Ezcároz, Izalzu, Gallués, Esparza de Salazar, Jaurrieta, Güesa, Oronz y Ochagavía. 
El centro de salud de esta zona se encuentra situado en esta localidad.
Atención hospitalaria
El municipio pertenece al área de Pamplona en donde se cuenta con 2 hospitales de nivel terciario situados en Pamplona, un hospital monográfico de ortopedia y rehabilitación situado en la localidad de Elcano, 4 centros ambulatorios de atención especializada 3 situados en Pamplona y uno en Tafalla y 7 centros de salud mental situados 5 en Pamplona, uno en Burlada y uno en Tafalla.

## Personas destacadas
- Gabriel Urralburu, político navarro, Presidente del Gobierno de Navarra entre 1983 y 1991 por el PSN-PSOE.
- Cesár Cruchaga, antiguo futbolista español, excapitán del Club Atlético Osasuna.

|                                                    |
| Vista de la villa desde el cerro en que se asienta |

|                         |
| Plaza en la calle Mayor |

|                  |
| calle de Ezcároz |

|                                                      |
| Portada gótica en la iglesia parroquial de San Román |

|                     |
| Torre de la iglesia |